# Les Thuiles
Les Thuiles är en kommun i departementet Alpes-de-Haute-Provence i regionen Provence-Alpes-Côte d'Azur i sydöstra Frankrike. Kommunen ligger  i kantonen Barcelonnette som ligger i arrondissementet Barcelonnette. År 2022 hade Les Thuiles 365 invånare.

## Befolkningsutveckling
Antalet invånare i kommunen Les Thuiles
Referens: INSEE